# Арсеније Тверски
Свети Арсеније Тверски је руски епископ и светитељ из 14. века.
Рођен је у Тверу у истоименој области. Након смрти богатих родитеља разделио је своје наследство сиромашнима. Након тога се замонашио у Кијевско-печерској лаври.
Тамо је упознао светог Кипријана, будућег митрополита Московског. Када је свети Кипријан изабран за митрополита, поставио је Аресенија за архиђакона.
На Кипријанов предлог изабран је за епископа Тверског 15. августа 1390. године.
Ступивши на архипастирски престо, свети Арсеније се највише старао да заведе мир и слогу у своме духовном стаду и да искорени метеж. Познат је по томе да је био строг према себи, а да се кротко опходио са другима и био милостив према угњетенима и невољнима.
1394. године подигао је у Желтиковом манастиру камени храм у име Успења Пресвете Богородице.
Подигао је и манастир Желтиков у коме је својим рукама истесао себи гробницу од белог камена, а од другог камена поклопац за њу.

Умро је 1409. године.
1483. године, епископ Тверски Васијан, по наређењу цара Јована Васиљевича, открио је мошти светог Арсенија. Тада је установљено месно празновање светитеља у манастиру Желтикову. Месно празновање светог Арсенија у Тверу установљено је Московским сабором 1547. године.